# Санрајз Бич Вилиџ (Тексас)
Санрајз Бич Вилиџ (енгл. Sunrise Beach Village) град је у америчкој савезној држави Тексас. По попису становништва из 2010. у њему је живело 713 становника.

## Демографија
Према попису становништва из 2010. у граду је живело 713 становника, што је 9 (1,3%) становника више него 2000. године.
| Група             | 2000.       | 2010.       |
| Белци             | 688 (97,7%) | 677 (95,0%) |
| Афроамериканци    | 2 (0,3%)    | 0 (0,0%)    |
| Азијати           | 0 (0,0%)    | 1 (0,1%)    |
| Хиспаноамериканци | 8 (1,1%)    | 27 (3,8%)   |
| Укупно            | 704         | 713         |